# Rehuerdzserszen

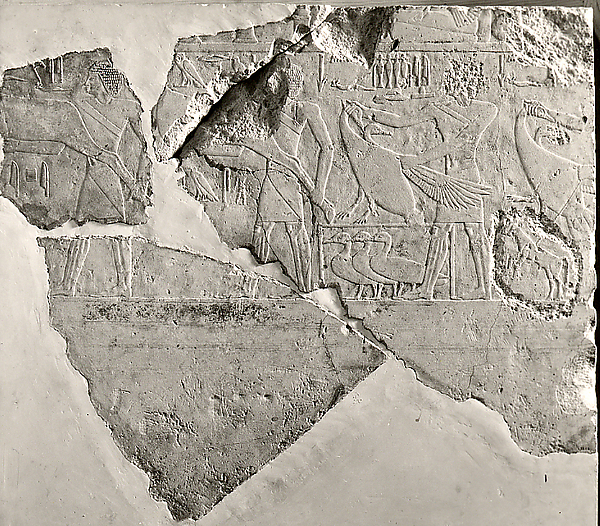
Relief Rehuerdzserszen masztabájából, ma a Metropolitan Művészeti Múzeumban

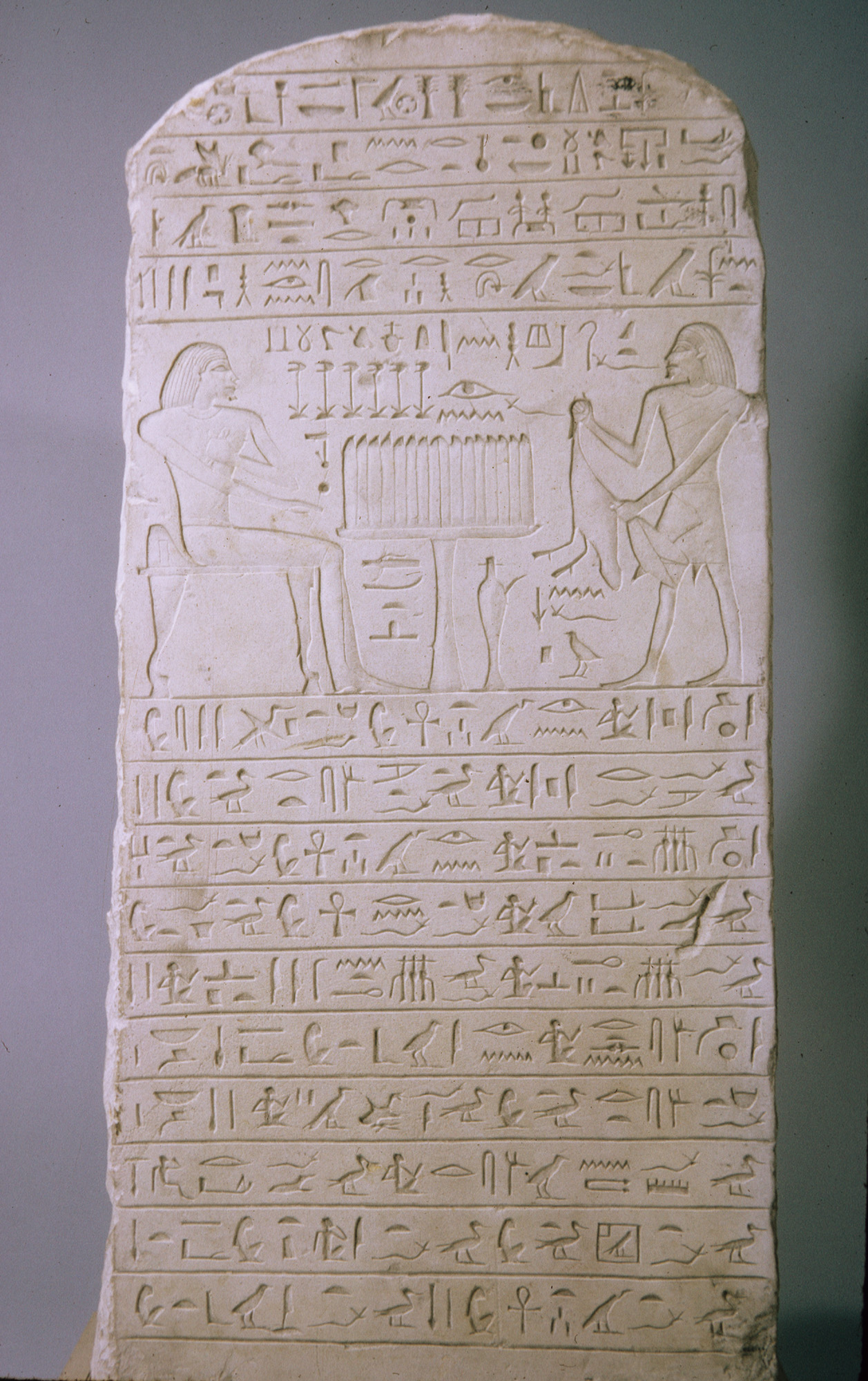
Rehuerdzserszen sztéléje, ma a Metropolitan Művészeti Múzeumban

Rehuerdzserszen ókori egyiptomi kincstárnok volt a XII. dinasztia idején, valószínűleg I. Amenemhat uralkodása alatt. Főleg el-Listben található masztabasírjából (384-es számú sír), valamint egy sztéléről ismert.
Datálása bizonytalan. Sírja közel van I. Amenemhat piramisához, ennek alapján feltételezik, hogy az ő kincstárnoka volt, sztéléje azonban stilisztikai alapon II. Amenemhat korára datálható. Az újabb kutatások szerint a neki tulajdonított sír reliefjei szintén stilisztikai alapon I. Amenemhat alatt készülhettek. Ez azt jelenti, vagy két, azonos nevű kincstárnok is létezett, vagy a sztélét már halála után készítették az örökösei. Fennáll az a lehetőség is, hogy a neki tulajdonított sír mégsem az övé. A nevével és címeivel ellátott relieftöredékeket ugyanis nem a masztabában, hanem körülötte elszórtan találták, így elvileg származhatnak egy eddig felfedezetlen másik masztabából is.

## A masztaba
A masztaba I. Amenemhat piramisának nyugati oldalán, vagyis mögötte helyezkedik el, a piramiskomplexum külső falán belül. Már 1894–1895-ben feltárta a Joseph Étienne Gautier vezette francia expedíció, majd 1920-21-ben egy amerikai expedíció is. Az épületegyüttes a masztabából és az azt körülvevő téglafalból áll, amely észak-déli irányban 27,7, kelet-nyugati irányban 19 méteren húzódik. Maga a masztaba 13,5×9 méteres tömör épület, déli oldalán nyílik a két kultuszkamra bejárata. Északi részén van a masztaba tetején át elérhető sírakna, amely több mint 20 méter mély, ezt a talajvíz miatt nem tárták fel. Az építmény belső helyiségeit reliefekkel díszítették, ezek áldozatvivők sorát ábrázolják, valamint a sírtulajdonost papiruszcsónakban, emellett borkészítőket is látni. A sír körül elszórtan talált kőtömbökön fennmaradt reliefeken az álló vagy széken ülő Rehuerdzserszen látható, előtte a feliratok felsorolják nevét és címeit. Egy további reliefen csónakok láthatóak a mocsárban. A sír körül talált reliefek egykor talán a sír bejáratát díszítették. A sírtól délre a papok lakóhelye állt. A masztabakörzeten belül számtalan további sír is található, ezek azonban sokkal későbbiek.
Rehuerdzserszen címei sír körül talált reliefeken: királyi pecsétőr, egyetlen barát, a Pe-beliek szóvivője, a királyi ágyékkötők elöljárója, a kettős aranyház elöljárója. Sztéléjén címei: nemesember, tettekben az első és a kincstárak elöljárója.

## Fordítás
- Ez a szócikk részben vagy egészben  a   Rehuerdjersen című angol Wikipédia-szócikk ezen változatának fordításán alapul.  Az eredeti cikk szerkesztőit annak laptörténete sorolja fel. Ez a jelzés csupán a megfogalmazás eredetét és a szerzői jogokat jelzi, nem szolgál a cikkben szereplő információk forrásmegjelöléseként.
- Ez a szócikk részben vagy egészben  a   Rehuerdjersen című német Wikipédia-szócikk ezen változatának fordításán alapul.  Az eredeti cikk szerkesztőit annak laptörténete sorolja fel. Ez a jelzés csupán a megfogalmazás eredetét és a szerzői jogokat jelzi, nem szolgál a cikkben szereplő információk forrásmegjelöléseként.